# La paga de los soldados
La Paga de los Soldados ( Soldiers' Pay, título original) es una novela del escritor estadounidense William Faulkner, publicado por primera vez en 1926. 

## Resumen
Luego de la Primera Guerra Mundial un piloto de aviones del ejército de Estados Unidos, creído muerto por su familia, regresa sorpresivamente a su natal Georgia enfermo y con una grave cicatriz en su cara. Es acompañado en su retorno al hogar paterno por un exsoldado y una viuda. La historia gira en torno a su inesperada llegada y la reanudación del compromiso de matrimonio que dejó antes de irse a la guerra.